# Escola secundária do governo de Bukit Timah
A Escola Secundária do Governo Bukit Panjang (BPGHS) (chinês simplificado: 中学 班 让 政府 中学; chinês tradicional: 武吉 班 讓 政府 中學; pinyin: Wǔjí Bānràng Zhèngfǔ Zhōngxué) é uma escola secundária co-educacional de Choa Chu Kang, Singapura.

## Historia
A Escola Secundária do Governo Bukit Panjang foi fundada em 1960 com a fusão da Escola Secundária Bukit Panjang e da Escola Secundária Chinesa do Governo Chua Chu Kang em um único prédio escolar. Foi a primeira escola do governo 'integrada' em Singapura. O objetivo da escola é descrito na capa da primeira revista da escola: "Dominar o horizonte de Bukit Panjang são os objetivos de Bukit Panjang - dois picos em uma colina - simbolizando os fluxos de educação chineses e ingleses integrados que trabalham e jogam juntos como um.
Foi a primeira escola secundária a ser aberta na zona oeste rural, foi oficialmente inaugurada pelo Ministro da Educação, Yong Nyuk Lin, em 11 de janeiro de 1960. Sun Y-Chern foi o primeiro diretor da escola. O primeiro encontro anual de esportes nas escolas foi organizado em 1960 e, no mesmo ano, o primeiro lote de estudantes do curso English Stream participou dos exames de certificação da escola de Cambridge.
Em 1967, o Comitê Consultivo da Escola foi formado. A escola continuou a fazer grandes avanços no campo acadêmico. Em 1970, a escola obteve 93,6% de aprovação nos Exames de Certificação de Escolas da China - a mais alta de todas as escolas integradas. Os resultados do Certificado da Escola Superior da China ficaram atrás apenas dos do National Junior College.
Na década de 1980, as aulas para nivel médio no idioma inglês foram adotados em todo o país. O Bukit Panjang Government High trabalhou para melhorar o padrão de inglês na escola, que, visto a porcentagem de 'O' no nível de aprovação no idioma inglês aumentar de menos de 50% para 98% em 1995. Lee Yock Suan, Ministro da Educação em 1993, anunciou que a escola era uma das seis escolas com status autônomo em 1994 e que ofereceria o chinês superior e o malaio superior a partir de 1995.
Em 1993, a escola mudou de suas antigas instalações em Jalan Teck Whye para o local atual, na Choa Chu Kang Avenue. O novo prédio da escola foi inaugurado oficialmente em 15 de julho de 1995 pelo professor Low Seow Chay, membro do parlamento de Choa. Chu Kang SMC. A escola mudou-se para um local de espera entre novembro de 2006 e 2 de janeiro de 2009, localizado no Teck Whye Crescent Moon, à medida que o campus de Choa Chu Kang estava sendo reestruturado no âmbito do Programa do governo para reconstruir e melhorar as escolas existentes (PRIME).